# Gare de Shin-Ōmura
La gare de Shin-Ōmura (新大村駅, Shin-Ōmura-eki) est une gare de la ville d'Ōmura, dans la préfecture de Nagasaki au Japon. Elle est exploitée par la compagnie JR Kyushu.

## Situation ferroviaire
La gare de Shin-Ōmura  est située au point kilométrique (PK) 32,2 de la ligne Shinkansen Nishi Kyūshū et au PK 33,7 de la ligne Ōmura.

## Histoire
La gare est ouverte le 23 septembre 2022 à l'occasion de la mise en service de la ligne Shinkansen Nishi Kyūshū.

## Service des voyageurs

### Accueil
La gare dispose d'un bâtiment voyageurs ouvert tous les jours, avec des guichets et des automates pour l'achat de titres de transport.

### Desserte
- Ligne Shinkansen Nishi Kyūshū :
  - voie 11 : direction Takeo-Onsen
  - voie 12 : direction Nagasaki
- Ligne Ōmura :
  - direction Isahaya, Nagasaki ou Sasebo